# Вампета
Маркос Андре Батіста дос Сантос (порт. Marcos André Batista dos Santos), відмоий також як Вампета (порт. Vampeta); нар. 13 березня 1974, Назаре, Бразилія) — колишній бразильський футболіст, що грав на позиції півзахисника.
Виступав, зокрема, за клуби ПСВ та «Корінтіанс», а також національну збірну Бразилії.
Чемпіон Нідерландів. Дворазовий володар Суперкубка Нідерландів. Володар Кубка Бразилії. У складі збірної — володар Кубка Америки. чемпіон світу.

## Клубна кар'єра
У дорослому футболі дебютував 1993 року виступами за команду клубу «Віторія» (Салвадор), в якій провів один сезон, взявши участь лише у 8 матчах чемпіонату.
Згодом з 1994 по 1996 рік грав у складі команд клубів «ПСВ», «ВВВ-Венло» та «Флуміненсе». Протягом цих років виборов титул володаря Суперкубка Нідерландів.
Своєю грою за останню команду знову привернув увагу представників тренерського штабу клубу «ПСВ», до складу якого повернувся 1996 року. Цього разу відіграв за команду з Ейндговена наступні два сезони своєї ігрової кар'єри.
1998 року уклав контракт з клубом «Корінтіанс», у складі якого провів наступні два роки своєї кар'єри гравця. Більшість часу, проведеного у складі «Корінтіанс», був основним гравцем команди.
Протягом 2000—2007 років захищав кольори клубів «Інтернаціонале», «Парі Сен-Жермен», «Фламенго», «Корінтіанс», «Віторія» (Салвадор), «Аль-Сальмія», «Бразильєнсе», «Гояс» та «Корінтіанс». Протягом цих років додав до переліку своїх трофеїв титул володаря Кубка Бразилії.
Завершив професійну ігрову кар'єру у клубі «Жувентус Сан-Паулу», за команду якого виступав протягом 2008—2008 років.

## Виступи за збірну
1998 року дебютував в офіційних матчах у складі національної збірної Бразилії. Протягом кар'єри у національній команді, яка тривала 7 років, провів у формі головної команди країни 41 матч, забивши 2 голи.
У складі збірної був учасником розіграшу Кубка конфедерацій 1999 року у Мексиці, де разом з командою здобув «срібло», розіграшу Кубка Америки 1999 року у Парагваї, здобувши того року титул континентального чемпіона, розіграшу Кубка конфедерацій 2001 року в Японії і Південній Кореї, чемпіонату світу 2002 року в Японії і Південній Кореї, здобувши того року титул чемпіона світу.

## Досягнення

### Клубні
- Чемпіон Нідерландів:

«ПСВ»: 1996-97
- Володар Суперкубка Нідерландів:

«ПСВ»: 1996, 1997
- Володар Кубка Бразилії:

«Корінтіанс»: 2002
- Переможець Кубка Америки: 1999

### Збірна
- Чемпіон світу: 2002